# Siphonellopsis
Siphonellopsis là một chi ruồi trong họ Chloropidae.